# Marchelówka
Marchelówka – wieś w Polsce położona w województwie podlaskim, w powiecie sokólskim, w gminie Janów.
W latach 1975–1998 miejscowość administracyjnie należała do województwa białostockiego.
Wierni kościoła rzymskokatolickiego należą do parafii św. Jerzego w Janowie.

## Zabytki
- drewniany wiatrak holender, 1946, nr.rej.:403 z 03.08.1977[8].